# Monumento a Juan de Mesa (Sevilla)
El monumento a Juan de Mesa es un monumento de España dedicado al escultor cordobés Juan de Mesa (1583-1627), que fue inaugurado el 18 de febrero de 2005. Es obra de Sebastián Santos Calero y está situado en la plaza de San Lorenzo de la ciudad de Sevilla.
La instalación de este monumento estuvo motivada por la relación de la ciudad con el escultor cordobés, pues Juan de Mesa obtuvo parte de su formación en el taller del sevillano Juan Martínez Montañés y realizó parte de su obra en la ciudad, destacando la imagen de Jesús del Gran Poder, conocido como el señor de Sevilla. El lugar de su ubicación tiene un significado especial, pues en la misma plaza de San Lorenzo se sitúa la basílica del Gran Poder, en la que se venera la imagen más conocida de Juan de Mesa, el citado cristo.
La Hermandad de Jesús del Gran Poder y la entidad financiera Cajasur convocaron un concurso para realizar el monumento, en el que salió ganador el escultor sevillano Sebastián Santos, y los gastos fueron sufragados por la obra social y cultural de la entidad. En el monumento se representa a Juan de Mesa tallando la imagen del Gran Poder en un basto de madera.